# Richard VanHuizen
Richard VanHuizen (* 25. November 1975 in Toronto) ist ein kanadischer Beachvolleyballspieler.

## Karriere
VanHuizen spielte 2003 beim Grand Slam in Los Angeles sein erstes internationales Turnier mit Ahren Cadieux. 2004 trat er zunächst mit Conrad Leinemann an, bevor er vorübergehend zu Cadieux zurückkehrte. Bei der Weltmeisterschaft 2005 unterlagen VanHuizen/Leinemann nach einem knappen Sieg gegen Kröger/Rademacher dem zweiten deutschen Duo Dieckmann/Reckermann und schieden in der fünften Verliererrunde gegen die Schweizer Heyer/Laciga aus. Anschließend belegten sie beim Pariser Grand Slam und zwei Open-Turnieren ebenfalls den neunten Rang. Nachdem VanHuizen 2006 mit Mark Heese erfolglos geblieben war, bildete er zum dritten Mal ein Duo mit Leinemann, das 2007 Siebter in Shanghai wurde. In der Vorrunde der WM in Gstaad gelang den Kanadiern gegen die Konkurrenten aus der Schweiz und Österreich kein Satzgewinn.
2008 wurde VanHuizen mit Cadieux jeweils Fünfter in Manama und Sanya. Mit seinem neuen Partner Christian Redmann gewann er bei der WM in Stavanger alle Vorrundenpartien, bevor er im Achtelfinale an den US-Amerikanern Jennings/Fuerbringer scheiterte. Danach wurde das Duo Fünfter des Grand Slams in Moskau. 2011 spielte er mit Josh Binstock, konnte aber keine vorderen Platzierungen erreichen.